# James Otto Lewis
Pour les articles homonymes, voir Lewis.
James Otto Lewis (3 février 1799 – 1858) est un peintre et graveur américain. Il est principalement connu pour ses portraits d'Amérindiens figurant notamment dans The Aboriginal Port Folio publié en 1835.

## Biographie

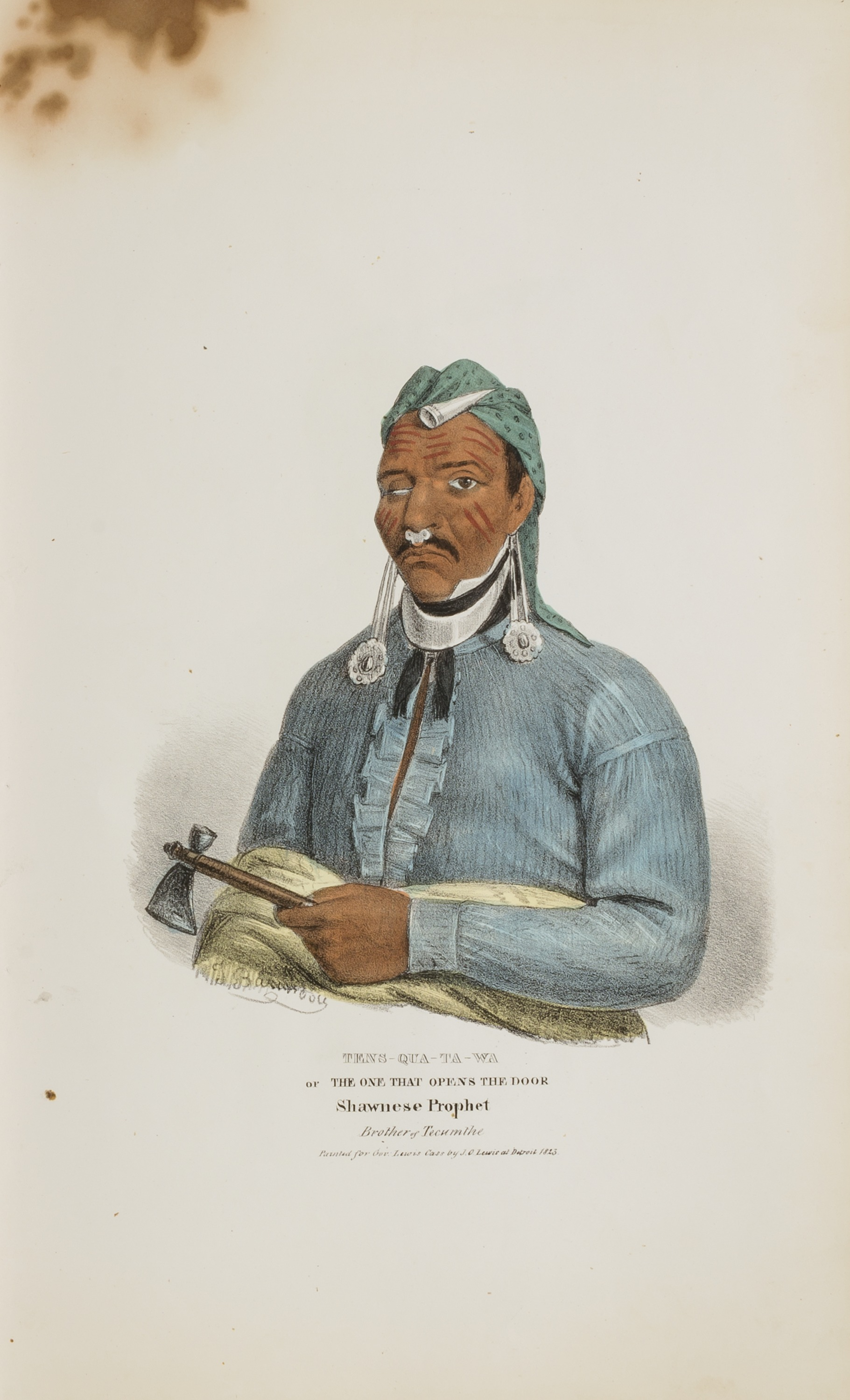
Portrait de Tens-qua-ta-wa par James Otto Lewis figurant dans The Aboriginal Port Folio.

James Otto Lewis est né le 3 février 1799 à Philadelphie, fils d'immigrés allemands. Il travaille tout d'abord comme graveur et portraitiste à Philadelphie puis se rend dans l'Ouest, à Saint-Louis dans le Missouri, puis s'installe à Détroit au début des années 1820. À la demande du gouverneur Lewis Cass, il réalise en 1823 le portrait du chef religieux shawnee Tenskwatawa, premier de ceux qui figureront dans The Aboriginal Port Folio. Sur la recommandation de Cass, il est engagé par le surintendant des affaires indiennes Thomas L. McKenney pour réaliser des portraits de chefs amérindiens se rendant à Détroit. Entre 1825 et 1827, il accompagne Cass et McKenney lors des négociations de traités avec les peuples de la région des Grands Lacs.
Au milieu des années 1830, Lewis retourne à Philadelphie et commence à travailler sur un recueil des portraits réalisés au cours des années précédentes. The Aboriginal Port Folio est publié en 1835-1836, un an avant History of the Indian Tribes of North America publié par McKenney et James Hall (en) avec des portraits réalisés par Charles Bird King. Les deux ouvrages présentent un certain nombre d'images similaires, King s'étant régulièrement inspiré des travaux de Lewis.